# Beatrice Gelmini
Beatrice Gelmini (Bergamo, 28 ottobre 1966) è un'ex pattinatrice artistica su ghiaccio italiana.

## Biografia
Nata nel 1966 a Bergamo, dopo 2 apparizioni ai Mondiali juniores nel 1982 e 1983, a 21 anni ha partecipato ai Giochi olimpici di Calgary 1988 nel singolo, arrivando 11ª.
In carriera ha preso parte, sempre nel singolo, a 6 edizioni dei Mondiali (Ginevra 1986, 21ª, Cincinnati 1987, 17ª, Budapest 1988, 15ª, Parigi 1989, 9ª, Halifax 1990, 13ª e Monaco di Baviera 1991, 24ª) e 5 degli Europei (Göteborg 1985, 19ª, Copenaghen 1986, 19ª, Sarajevo 1987, 16ª, Praga 1988, 13ª e Leningrado 1990, 12ª).
Ai campionati italiani è stata campionessa nel singolo femminile nel 1987, 1988, 1990 e 1991 e argento nel 1989.
Ha chiuso la carriera nel 1991, a 25 anni. Dopo il ritiro è diventata allenatrice, all'Aosta Skating Club, da lei fondato.

## Risultati
| Internazionali            | Internazionali | Internazionali | Internazionali | Internazionali | Internazionali | Internazionali | Internazionali |
| Evento                    | 84–85          | 85–86          | 86–87          | 87–88          | 88–89          | 89–90          | 90–91          |
| ------------------------- | -------------- | -------------- | -------------- | -------------- | -------------- | -------------- | -------------- |
| Giochi olimpici invernali |                |                |                | 11°            |                |                |                |
| Campionati mondiali       |                | 21°            | 17°            | 15°            | 9°             | 13°            | 24°            |
| Campionati europei        | 19°            | 19°            | 16°            | 13°            |                | 12°            |                |
| NHK Trophy                |                |                |                |                | 8°             |                | 9°             |
| Skate America             |                |                |                |                |                | 10°            | 13°            |
| Skate Canada              |                |                |                |                |                |                | 12°            |
| Nazionali                 |                |                |                |                |                |                |                |
| Campionati italiani       |                |                | 1°             | 1°             |                | 1°             | 1°             |